# .id

.id는 인도네시아의 인터넷 국가 코드 최상위 도메인이다.
2차 도메인은 다음과 같다:
- ac.id — 학술 단체
- co.id — 영리 단체
- net.id — 통신/인터넷 서비스 제공업체 회사
- or.id — 공식 조직/커뮤니티
- web.id — 비공식 조직/개인
- sch.id — 학교
- mil.id — 군사
- go.id — 정부 및 정부 시스템